# Fenyőháza
Fenyőháza (szlovákul Ľubochňa) község Szlovákiában, a Zsolnai kerületben, a Rózsahegyi járásban.

## Fekvése
Rózsahegytől 12 km-re északnyugatra, a Vág partján fekszik. Több kis hegyi telep tartozik hozzá a Lubochnya-patak völgyében.

## Története
1625-ben említik először, amikor Fenyőháza kis telep a szomszédos Gombás határában, a likavai uradalomban. A 17. században üveghuta működött a területén. A mai település Gombás határában keletkezett a 18. században. Első lakói házalók, erdei munkások, halászok, csőszök voltak.
A 18. század végén Vályi András így ír róla: „LUBÓCHNA. Tsárda Liptó Várm. és Csőszöknek lakása.”
Írásos forrás faluként 1808-ban említi először, ekkor vashámor működött a területén. 1828-ban 47 házában 262 lakos élt, akik főként erdei munkákkal foglalkoztak. Fűrésztelep is működött a területén.
Fényes Elek 1851-ben kiadott geográfiai szótárában így ír a faluról: „Lubochna, tót falu, Liptó vmegyében, a Vágh bal partján, s a Fátra hegye alatt: 5 evang. lak. Faeszközök lerakóhelye. F. u. a kamara. Ut. p. Rozenberg.”
Már a 19. században kedvelt fürdőhely volt. Erdei kisvasútját 1904-ben létesítették. 1910-ben még nem volt önálló község, a trianoni diktátumig Liptó vármegye Rózsahegyi járásához tartozott.
1921-ben itt alakult meg a Szlovák Kommunista Párt. 1951 óta önálló község.

## Népessége
| Év:            | 1994. | 2004.   | 2014.   | 2024.   |
| -------------- | ----- | ------- | ------- | ------- |
| Emberek száma: | 1065  | 1042    | 1053    | 1045    |
| Eltérés:       |       | -2,15 % | +1,05 % | -0,75 % |

| Év:            | 2023. | 2024.   |
| -------------- | ----- | ------- |
| Emberek száma: | 1052  | 1045    |
| Eltérés:       |       | -0,66 % |

2001-ben 1081 lakosából 1054 szlovák volt.
2011-ben 1063 lakosából 1039 szlovák volt.
2021-ben 1074-en lakták, ebből 1050 (+4) szlovák, 3 (+1) magyar, (+4) ruszin, 12 (+7) egyéb és 9 ismeretlen nemzetiségű.

## Neves személyek
- Itt született 1851-ben Szolcsányi Hugó statisztikus, jogi doktor, képesített egyetemi magántanár.
- Itt született 1879-ben Jakobovits Dániel gépészmérnök.
- Itt hunyt el 1926-ban Milutín Križko szlovák politikus, csehszlovák szenátor.
- Itt született 1934-ben Thomas Buergenthal amerikai emberi jogi szakjogász, a hágai Nemzetközi Bíróság bírája
- Itt hunyt el 1958-ban Bazovszky Lajos felvidéki politikus, ügyvéd, Bazovszky Kálmán testvére.

## Nevezetességei
Klimatikus gyógyfürdő, melynek szecessziós fürdőpalotája (Palace szálló, 1938), strandfürdője, vízgyógyászata van. Fürdőépületei a 19. század végén épültek.

## Külső hivatkozások
- Hivatalos oldal
- Községinfó
- Fenyőháza Szlovákia térképén
- E-obce.sk